# Фернельмон
Фернельмо́н (фр. Fernelmont, валлон. Ferneamont / Fèrnêmont) — коммуна в Валлонии, расположенная в провинции Намюр, округ Намюр. Принадлежит Французскому языковому сообществу Бельгии. На площади 65,61 км² проживают 7799 человек (плотность населения — 102 чел./км²), из которых 48,92 % — мужчины и 51,08 % — женщины. Средний годовой доход на душу населения в 2003 году составлял 12 883 евро.
Почтовый код: 5380. Телефонный код: 081.

## Галерея
- Замок и пруд XIII—XVII веков
- Башня (XIII век)

## Города-побратимы
- Курсак (Франция, с 2000)